# Čtyřlístek

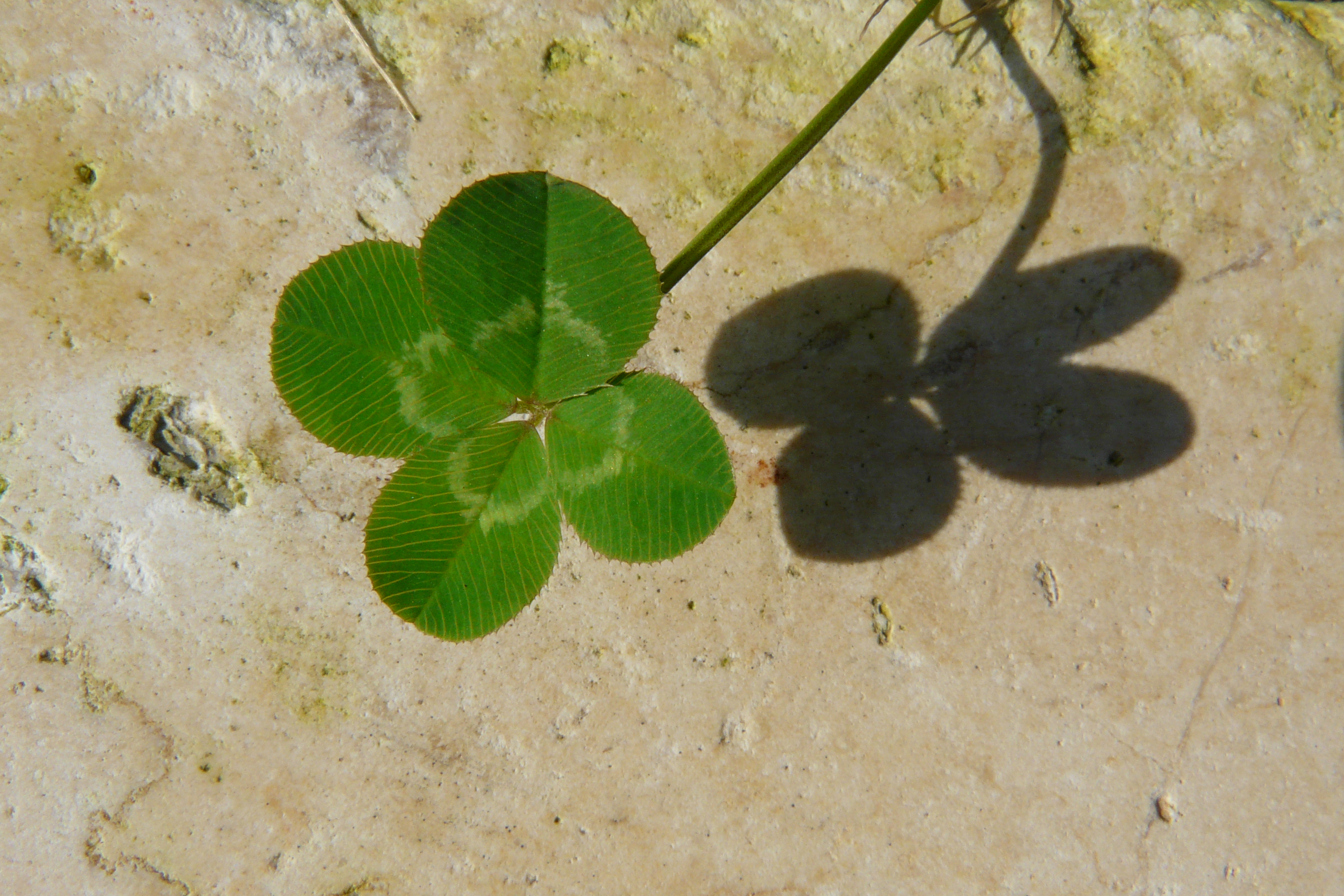
Čtyřlístek

Čtyřlístek je abnormální dlanitě složený list jetele (Trifolium), který má oproti trojčetnému listu jeden lístek navíc čili čtyři samostatné lístky (je čtyřčetný). Čtyřlístky se v populaci jetele vyskytují v poměru zhruba 1 : 10 000.

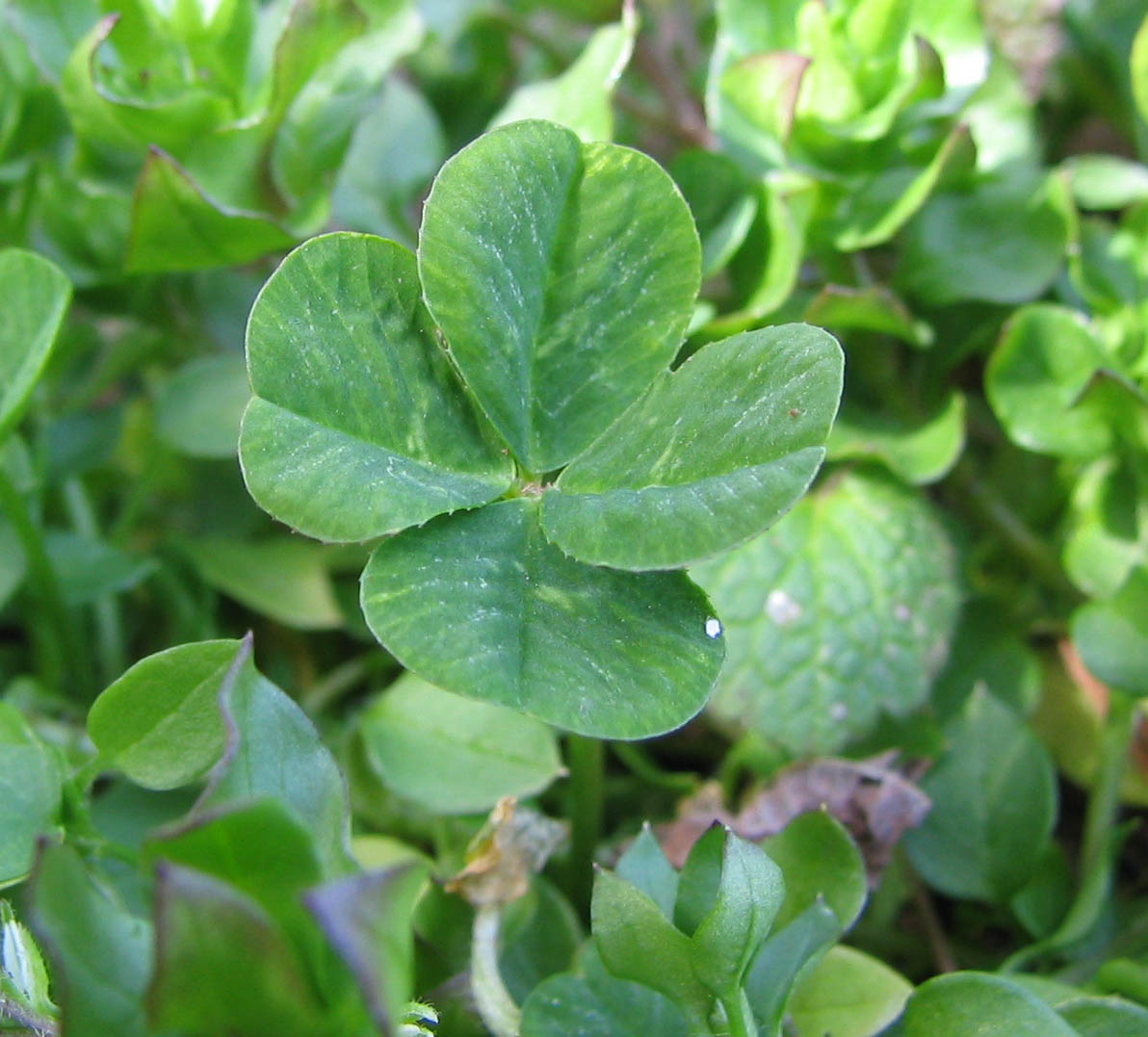
Čtyřlístek

Kromě čtyřlístku se vyskytují i další anomálie, jako např. pětilístek či šestilístek, avšak ty jsou ještě vzácnější. 
Český rekord - nejvíce samostatných lístků jetele lučního na jednom stonku, drží jedenáctitilístek, který nalezla Ing. arch. Lenka Zvědělíková v Libčicích nad Vltavou - Letky v roce 2020. Jedenáctilístek nalezl v roce 2020 také Jaroslav Kosina ve Vyškově. 
Světový rekord z roku 2009 s 56 lístky (Shigeo Obara z Japonska) překonal 63 lístky roku 2024 Jošihara Watanabe (také z Japonska).
Pro vědce bylo donedávna záhadou, jak čtyřlístky vznikají. Teprve v roce 2010 badatelé z University of Georgia a ze Samuel Roberts Noble Foundation v Ardmore (Oklahoma, USA) při genetickém zkoumání jetele objevili mj. gen zodpovědný za tuto odchylku. Na expresi tohoto genu mají významný vliv mj. podmínky životního prostředí.

## Čtyřlístek v kultuře

### Symbol štěstí
Vzhledem k řídkému výskytu této mutace je nalezení čtyřlístku považováno za něco výjimečného. Tradice spojuje nalezení čtyřlístku se štěstím. Symbolika čtyřlístku se proto používá zejména tehdy, pokud chceme někomu popřát štěstí.

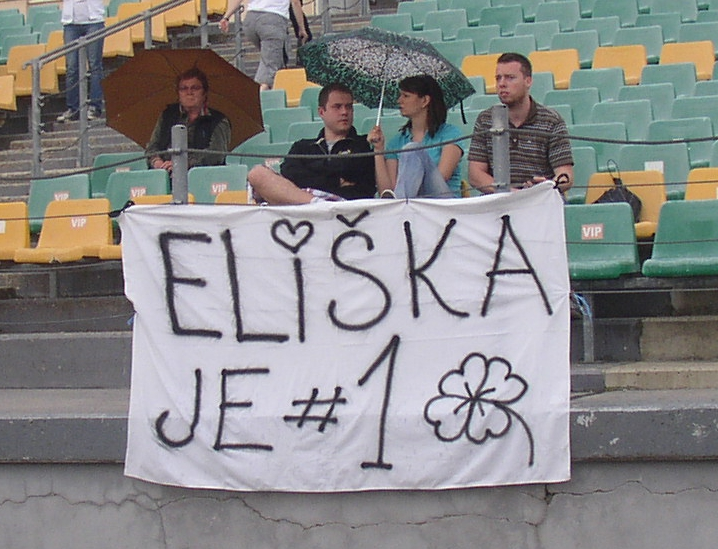
Čtyřlístek jako vyjádření podpory ve sportovní soutěži
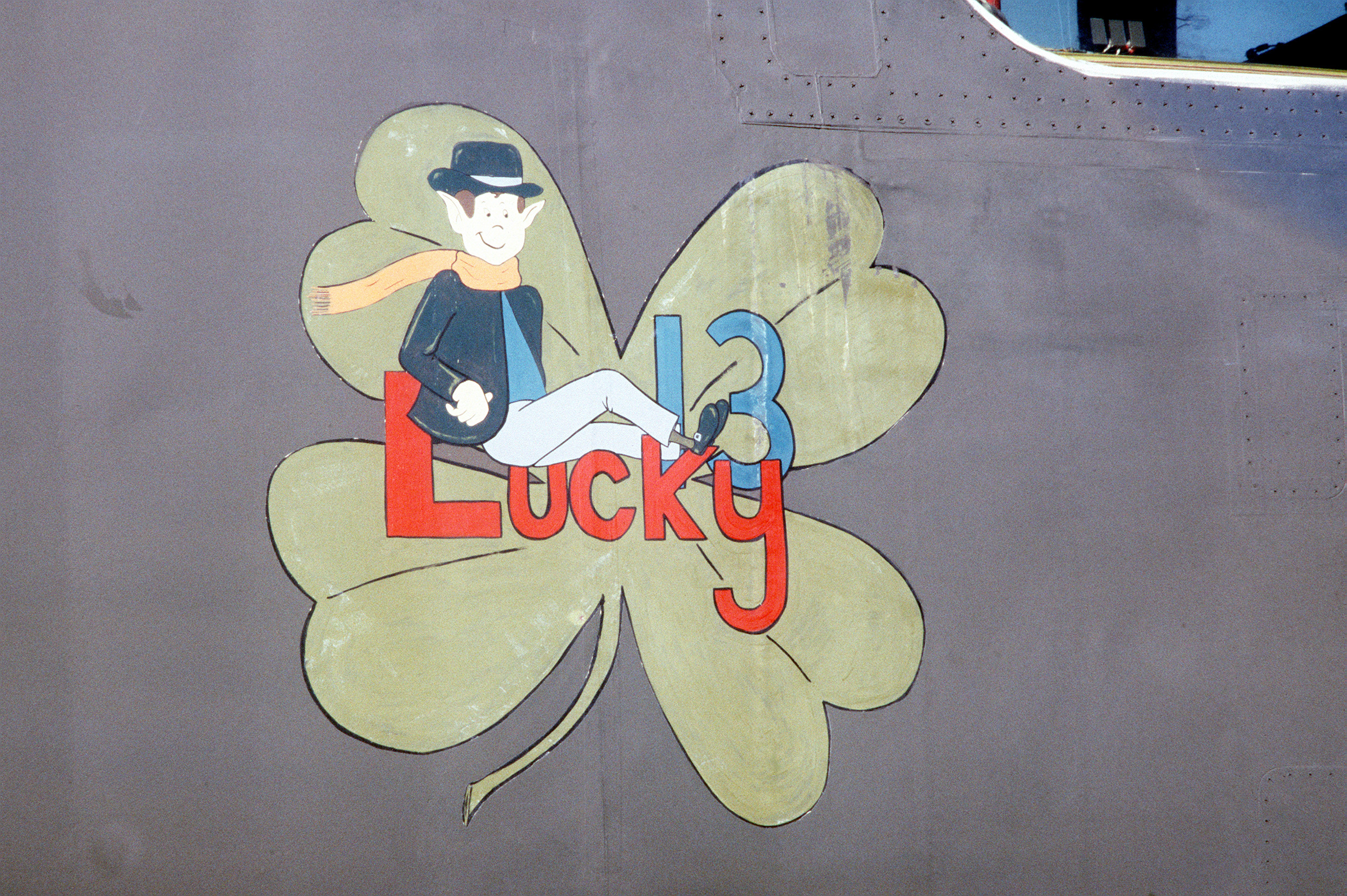
Šťastná 13 – symbol na bojovém letadle
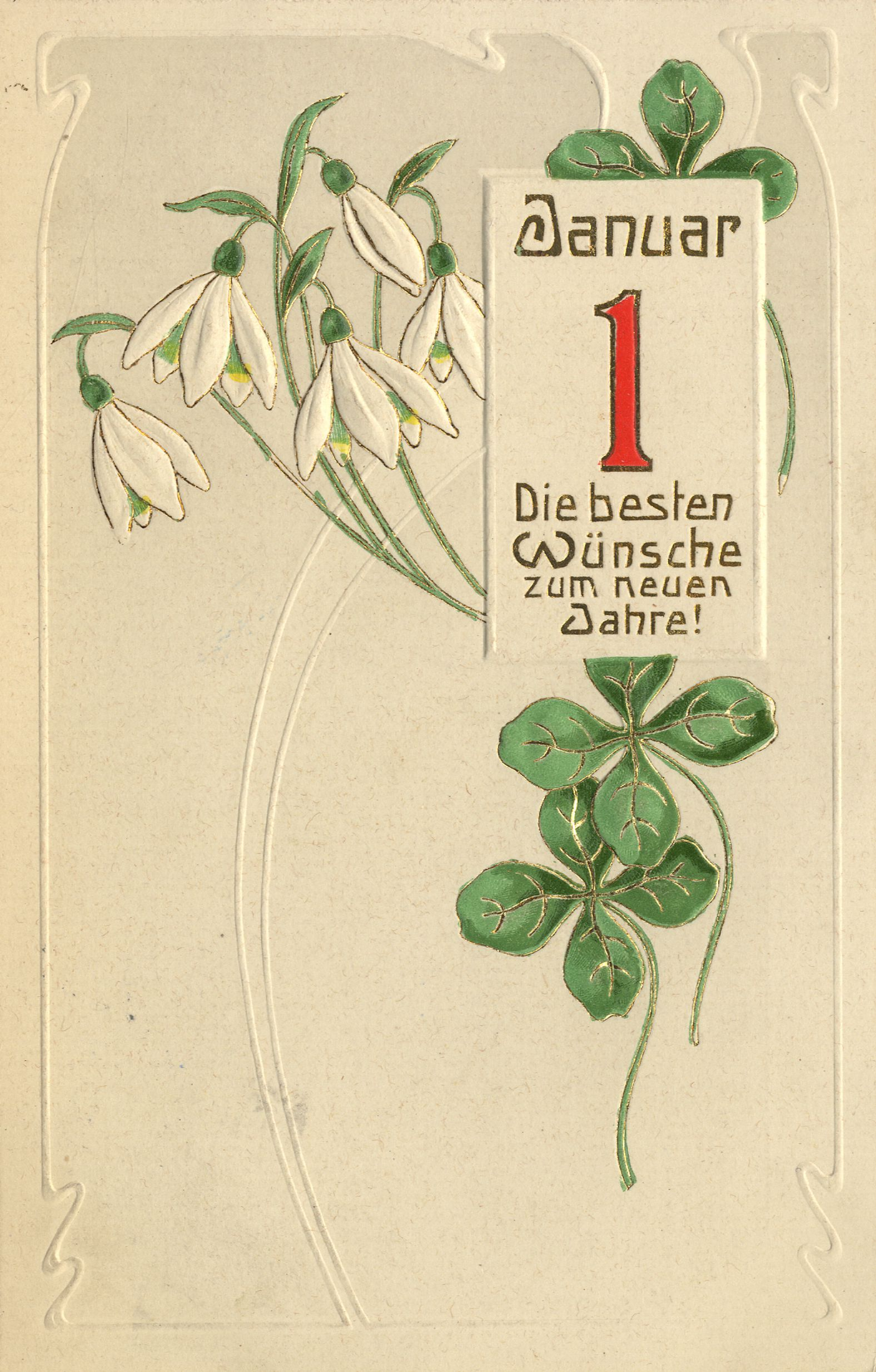
Čtyřlístky na novoročním přání
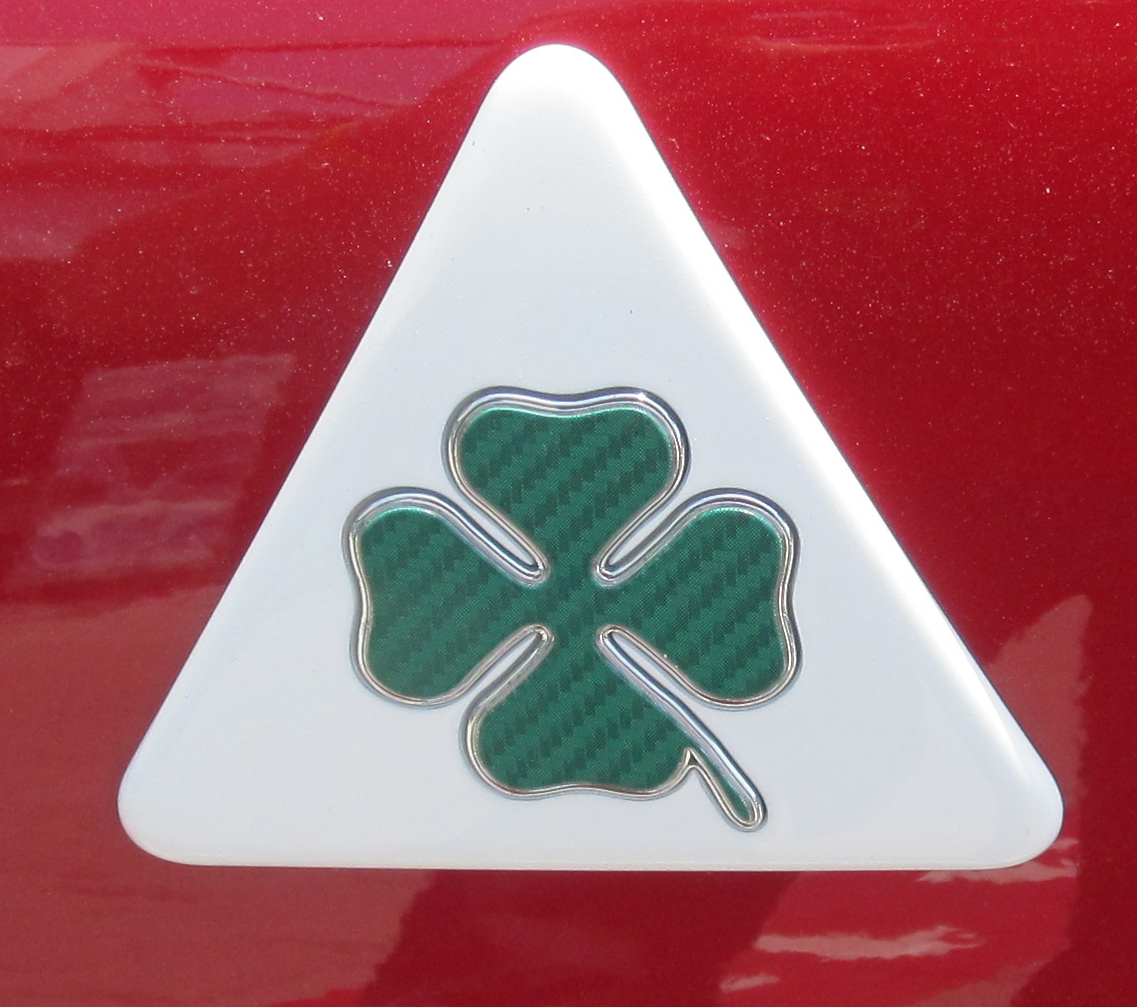
Čtyřlístek na Alfa Romeo 159

Stylizovaný čtyřlístek byl motivem např. v lidové tvorbě (v architektuře, malovaný nábytek aj.), užívá se ve šperkařství, je součástí obchodních značek jako logo (např. Brasier) atp.

### Symbol soudržnosti
Slovo „čtyřlístek“ se používá též jako metaforické označení pro čtveřici osob, které drží při sobě, tak jako jsou čtyři lístky jetele přirostlé k jednomu stonku. Kvůli čtyřem hlavním postavám se čtyřlístek stal pojmenováním dětského komiksu a později komiksového časopisu Čtyřlístek a jeho grafickým symbolem.
Oblíbeným novinářským klišé je „čtyřlístek zlodějů“, „čtyřlístek lupičů“ atp.

### Časopis
Čtyřlístek se stal grafickým symbolem i pojmenováním dětského komiksového časopisu Čtyřlístek J. Němečka kvůli čtyřem hlavním postavám.